# شهرستان کولمن (تگزاس)
شهرستان کولمن، تگزاس (به انگلیسی: Coleman County, Texas) یک سکونتگاه مسکونی در ایالات متحده آمریکا است که در تگزاس واقع شده‌است.

## خصوصیات
شهرستان کولمن ۳٬۳۱۷٫۷۹ کیلومترمربع مساحت دارد.